# کریس گالوین (بازیکن فوتبال)
کریس گالوین (انگلیسی: Chris Galvin؛ زادهٔ ۲۴ نوامبر ۱۹۵۱) بازیکن فوتبال اهل بریتانیا است.
از باشگاه‌هایی که در آن بازی کرده‌است می‌توان به باشگاه فوتبال استوک‌پورت کانتی، باشگاه فوتبال هال سیتی، باشگاه فوتبال یورک سیتی، و باشگاه فوتبال لیدز یونایتد اشاره کرد.
وی همچنین در تیم ملی فوتبال جوانان انگلیس بازی کرده‌است.